# Herman Turk
Hartog (Herman) Turk (Amsterdam, 31 januari 1899 – ?) was een Nederlands biljarter. Hij nam in seizoen 1927–1928 deel aan het nationale kampioenschap driebanden in de ereklasse.

## Titel
- Nederlands kampioen (1x)

Kader 35/2: 3e klasse 1927–1928

## Deelname aan Nederlandse kampioenschappen in de Ereklasse
| Nr. | Kampioenschap        | Plaats   | Klassering | Alg. gemiddelde |
| --- | -------------------- | -------- | ---------- | --------------- |
| 1.  | Driebanden 1927–1928 | Den Haag | 6e         | 0,411           |